# Marco Gerini
Marco Gerini (Roma, 5 agosto 1971) è un pallanuotista italiano, vincitore di una medaglia di bronzo ai giochi olimpici di Atlanta 1996.
Ha inoltre conquistato una medaglia d'argento ai campionati mondiali di Barcellona nel 2003 ed  una medaglia d'oro agli europei di Vienna nel 1995.
Dal 2017 è preparatore dei portieri della Roma Nuoto.

## Palmarès

### Club
- Coppa COMEN: 1

Como: 1994-1995
- Campionato italiano: 2

Roma: 1998-1999
Brescia: 2002-2003
- Coppe LEN: 3

Brescia: 2001-2002, 2002-2003, 2005-2006

### Nazionale
- Oro ai campionati europei: 1

Vienna 1995
- Bronzo olimpico: 1

Atlanta 1996
- Bronzo ai campionati europei: 1

Firenze 1999
- Argento ai campionati mondiali: 1

Barcellona 2003